# Шантрен, Алексис
Алекси́с Шантре́н (фр. Alexis Chantraine; 16 марта 1901, Льеж, Бельгия — 24 апреля 1987) — бельгийский футболист, правый защитник, участник чемпионата мира 1930 года.

## Карьера

### Клубная
Играл за «Льеж» на протяжении 20 лет, провёл в его составе около четырёхсот матчей в чемпионате Бельгии.

### В сборной
В составе сборной участвовал в первом чемпионате мира по футболу, но весь турнир провидел в запасе.

### Тренерская
В 1946—1947 гг. тренировал клуб «Льеж».